# Mystacina robusta
Mystacina robusta је сисар из реда слепих мишева и породице Mystacinidae. 

## Распрострањење
Врста је присутна само на Новом Зеланду.

## Станиште
Врста Mystacina robusta има станиште на копну.

## Угроженост
Ова врста је крајње угрожена и у великој опасности од изумирања.

### Популациони тренд
Популациони тренд је за ову врсту непознат.